# Rio Novo (Minas Gerais)
Pour les articles homonymes, voir Rio Novo.
Rio Novo est une municipalité brésilienne de l'État du Minas Gerais et la microrégion de Juiz de Fora.